# Zu Warriors of the Magic Mountain
Zu Warriors of the Magic Mountain is een fantasyfilm uit Hongkong. De film werd geregisseerd door Tsui Hark. In Chinese karakters is de titel 新蜀山剑侠. De Kantonese uitspraak is Suk san: Sun Suk san geen hap. In het Mandarijn is het Zuo shan: Shen Zuo shan jian ke.

## Rolverdeling
| Acteur       | Personage                    |
| ------------ | ---------------------------- |
| Sammo Hung   | Chang Mei                    |
| Yuen Biao    | Di Ming-qi / Dik Ming-kei    |
| Adam Cheng   | Ding Yin / Ding Yan          |
| Brigitte Lin | ijskoningin                  |
| Moon Lee     | wachter van ijskoningin      |
| Judy Ongg    | Li I-chi                     |
| Corey Yuen   |                              |
| Damian Lau   | Xiao Ru / Siu Yu             |
| Mang Hoi     | Yi Zhen / Yat Jan            |
| Norman Chui  |                              |
| Chung Fat    |                              |
| Dick Wei     |                              |
| Ha Kwong-li  | Ji Wu-shuang / Chi Wu-chuang |
| Ka Lee       |                              |
| Fung Hak-on  |                              |
| Yuen Miu     |                              |
| Sai Gwa-Pau  |                              |
| Tsui Hark    |                              |
| Jørn Bertram |                              |

## Vervolg op de film
Pas in 2001 maakte Tsui Hark het vervolg: het spectaculaire The Legend of Zu.

## Alternatieve titels
Warriors from the Magic Mountain

Zu Warriors

Zu Time Warriors

Zu: Warriors of the Magic Mountain

Zu: Warriors from the Magic Mountain

Zu Mountain: New Legend of the Zu Mountain Swordsmen

## Filmbeschrijving
Een jonge soldaat komt per ongeluk in een veldslag terecht. Hij schuilt in een grot in de Zu berg. Hier raakt hij verstrikt in de strijd die verschillende bovennatuurlijke wezens voeren om de oppermacht.